# الجیانس ایر
الجیانس ایر (به انگلیسی: Allegiance Air) یک شرکت هواپیمایی است. دفتر مرکزی الجیانس ایر در فرودگاه بین‌المللی لانسریا، آفریقای جنوبی واقع شده‌است.